# Инабе
 Инабе  (јап. いなべ市) град је у Јапану у префектури Мије. Према попису становништва из новембра 2012. у граду је живело 45.589 становника.

## Становништво
Према подацима са пописа, у граду је 2012. године живело 45.589 становника.
| 1995.  | 2000.  | 2005.  |
| ------ | ------ | ------ |
| 45.746 | 45.630 | 46.446 |